# چارلز دی
چارلز دی (انگلیسی: Charles Day; ۱۹ اکتبر ۱۹۱۴ – ۲۶ مهٔ ۱۹۶۲) قایقران روئینگ اهل ایالات متحده آمریکا بود.